# 21294 Yamaguchiyuko
21294 Yamaguchiyuko è un asteroide della fascia principale. Scoperto nel 1996, presenta un'orbita caratterizzata da un semiasse maggiore pari a 2,2665895 au e da un'eccentricità di 0,1608202, inclinata di 1,98332° rispetto all'eclittica.